# Georg Tegetmeyer
Georg Tegetmeyer (* 20. Januar 1687 in Badersleben, Fürstentum Halberstadt, heute zu Huy; † 19. September 1764 in Magdeburg) war ein deutscher Organist und Komponist.

## Leben
Georg Tegetmeyer wurde als Sohn eines Amtsrichters geboren. Ab seinem neunten Lebensjahr erhielt er Instrumentalunterricht von dem örtlichen Organisten Jacob Delius, später vom Organisten am Dom zu Halberstadt Carl Steinbrück. 1701 wurde er für drei Jahre Hilfsorganist an der Halberstäder St.-Paulskiche, danach begab er sich für vier Jahre auf Studienreise. 1708 wurde er Organist in Hornburg. Ab 1711 war er für vier Jahre Hoforganist in Quedlinburg. 1715 wurde er an die Marktkirche St. Benedikti berufen, trat dieses Amt aber nicht mehr an. Am 12. Juni 1715 wurde er als Nachfolger von Jacob Hasse Organist und Vicarius am Magdeburger Dom. Dieses Amt hatte er bis zu seinem Tod inne.
Tegetmeyer wurde „unter die vorzüglichen Orgelspieler seiner Zeit gezählt“ und war außerdem ein gefragter Berater für Orgelneubauten und Orgelprüfungen.
Von Tegetmeyers kompositorischem Schaffen sind nur wenige Werke überliefert, die ihn als qualitätvollen und auf der Höhe seiner Zeit stehenden Komponisten ausweisen. Neben einigen kleineren Werken für die Orgel bzw. Tasteninstrumente sind eine Motette und zwei Kantaten erhalten. Wegen einer Namensverwechslung (das Autograph ist ursprünglich nur mit den Initialen „G. T.“ gekennzeichnet) wurde eine seiner Kantaten lange Zeit Georg Philipp Telemann zugeschrieben. Diese Zuschreibung wurde von Alfred Wotquenne sowie von Werner Menke im Telemann-Vokalwerke-Verzeichnis unkritisch übernommen. 2015 wurde Tegetmeyer als wirklicher Komponist der Kantate identifiziert.
Tegetmeyer ist auch als Gelegenheitsschriftsteller und Verfasser einer Reihe von Trauergedichten belegt.
Sein Nachfolger als Domorganist wurde August Bernhard Valentin Herbing.

## Werke
Erhaltene Kompositionen
- Ertönt ihr Hütten der Gerechten, Kantate, Text von Benjamin Schmolck[6][4]
- Befördre dein Erkentnis, Kantate[7]
- Siehe, des Herren Auge in D-Dur, Motette[8][9]
- Praeludium in b-Moll für Orgel[10]
- Concerto G-Dur für Cembalo[11]
- Canzonette di G für Cembalo[12]

Verschollene Werke
- Schuldiges Dank-Opfer, Passionsoratorium, Text von Christian Gotthilf Jacobi (1733, nur Libretto erhalten)[13][4]

Zweifelhafte Werke
- Messe in a-Moll (nur Kyrie und Gloria)[14]
- Concerto Es-Dur für Cembalo[15]

Dichtungen
- Bey dem | frühzeitigen und hochbetrübten Absterben | Der Hoch=Wohlgebohrnen Frauen, | Frauen | Sophien Charlotten | von Platen, | gebohrnen von Burgsdorff, | Des […] | Herrn Nicolai Ernesti von Platen | Sr. Königl. Majestät in Preußen Geheimten= | und Regierungs=Raths im Hertzogtum Magdeburg, | wie auch Dom=Herrn zu Magdeburg und Havelberg | […] Gemahlin, | Wolte hierdurch seine unterthänigste Schuldigkeit | ablegen Georg Tegetmeyer, | Vic. und Org. am Dom. In: Martin Kahle: Der Gläubigen wohlgegründete Hoffnung der zukünfftigen Herrlichkeit. Faber, Magdeburg 1724; urn:nbn:de:gbv:3:1-273918-p0141-0.
- Als Der Weyland Hochwürdige und Hochwohlgebohrne Herr, Herr Claus Ernst von Platen, Sr. Königl. Majest. in Preussen hochbestalter Geheimde- und Regierungs-Rath im Hertzogthum Magdeburg, Dom-Herr zu Magdeburg ... Auf Döm[m]ertin ... Erb- u. Gerichts-Herr, Nachdem Er den 14. Augusti A. 1733. ... verschieden, Und den 28. Januar. 1734. ... beygesetzet wurde, Wolte ... seine ... Pflicht ... bezeugen Georg Tegetmeyer, Vicarius und Organiste des Hohen Stiffts alhier. Faber, Magdeburg 1734; urn:nbn:de:gbv:3:1-486236.
- Als Der weyland Hochwürdige und Hochwohlgebohrne Herr, Herr Heinrich von Platen, Sr. Königl. Majestät in Preussen Geheimder-Rath, des Hohen Stiffts zu Magdeburg ... Decanus ... Erb-Herr auf Dömmertin ... Den 18. Decembr. A. 1734. ... entschlaffen, Und darauf den 29. Mart. 1735. ... beygesetzt wurde, Wolte seine ... Observance ... an den Tag legen Georg Tegetmeyer. Faber, Magdeburg 1735; urn:nbn:de:gbv:3:1-485993.

## Tonträger
- Die Johann-Georg-Hartmann-Orgel der St. Petri-Kirche zu Stegelitz  (Präludium in b, Canzonette in G, sowie Werke von Werckmeister, Graff, Telemann, Agthe, J.B. und J.S. Bach). Stefan Nusser, Orgel. Ambiente (CD) 1998.[16]
- Magdeburger Kantaten (Befördre dein Erkenntnis, Ertönt ihr Hütten der Gerechten, sowie Werke von Johann Friedrich Ruhe und Johann Heinrich Rolle). Kammerchor der Biederitzer Kantorei, Märkisch Barock, Michael Scholl (Leitung). Querstand VKJK 1806 (CD) 2020.[17][18]